# Colosseum (Essen)

Wolff’s Colosseum am Kopstadtplatz, in der 1. Etage ist das Kaiser-Café

Innenansichten: Saal mit dem Blick auf Bühne, obere Wandelhalle und Maschinenhalle

Das Colosseum, einst am Kopstadtplatz 12 im Essener Stadtkern gelegen, zählte zur Zeit seines dreißigjährigen Bestehens bis 1929 zu den bekanntesten Revue- und Operettentheatern im Westen Deutschlands.

## Lage und Umgebung
Das Colosseum befand sich am Kopstadtplatz, der seit der zweiten Hälfte des 19. Jahrhunderts neuer Markt-, Kirmes- und Veranstaltungsplatz der Innenstadt war. Im Zweiten Weltkrieg wurden alle Gebäude am Kopstadtplatz, die meist dem Historismus und Jugendstil zugeordnet wurden, zerstört. Nach dem Krieg hatte der Platz auch durch die neue Verkehrsführung der Nachkriegsplanung seine Rolle als Veranstaltungsort bis heute verloren. Er wurde zuletzt 1991 zu seinem heutigen Aussehen umgestaltet.

## Geschichte

### Charakter und Architektur
Das Colosseum wurde Ende der 1890er Jahre als Revue- und Operettentheater mit rund 3000 Plätzen für die Witwe Mathilde Wolff erbaut und am 19. Januar 1899 eröffnet. Ergänzend zu Eigenproduktionen traten zahlreiche Reisebühnen auf. Insgesamt fanden etwa 400 Veranstaltungen pro Jahr statt.
Das Gebäude hatte zwei Schaufassaden, eine zum Kopstadtplatz und eine an der Weberstraße. Die Front zum Kopstadtplatz wurde von einem vergoldeten Bogen mit Kuppel über dem Haupteingang gekrönt, die eine Kupferfigur schmückte. Die Theaterfassade war aus hellem Pfälzer Sandstein in Rokokoformen nach Entwürfen der Essener Architekten Bruno und Oskar Kunhenn gestaltet. Man betrat das Innere durch breite Eingänge und Wandelhallen mit Marmortreppen. Der Theatersaal selbst lag schräg hinter dem Eingangsgebäude und war mit künstlerischen Stuck-, Marmor- und Schmiedeeisenarbeiten ausgestattet sowie von einer Decke mit Ornamenten überspannt. Das Parkett und die zwei übereinanderliegenden Ränge boten Platz für etwa 3000 Zuschauer. In der ersten Etage befanden sich das Kaiser-Café und ein Restaurant. Das Haus verfügte über eine eigene elektrische Anlage, die neben der Beleuchtung auch die Ventilation und Heizung versorgte.

Anzeige zwischen 1899 und 1902

Mathilde Wolff annoncierte ihr Theater als feinstes Etablissement Rheinlands und Westfalens. Ihre Eröffnungsrede erklärte unter anderem: 

„Vor allen Dingen soll es mein eifrigstes Bestreben sein, nur gediegene und decente Sachen zur Aufführung zu bringen, damit das Vorurtheil, welches noch allgemein auf der Variete-Bühne ruht, gänzlich schwinde und mein Neubau als Stätte der heiteren Kunst ein Ort der Erholung für meine werthen Gäste werden möge.“

Mathilde Wolff übertrug zum 1. April 1917 ihrem Schwiegersohn Emil Paul Schulz, der von Beginn an die künstlerische Leitung innehatte, die alleinige Leitung des Colosseums und des Kaiser-Cafés. Eine geplante Neuausstattung der Räumlichkeiten ließ sich aufgrund des gerade herrschenden Ersten Weltkriegs nicht mehr in vollem Umfang realisieren. Am 10. April 1917 wurde die Firma Emil Schulz in das Handelsregister eingetragen und seiner Ehefrau Paula geborene Wolff Prokura erteilt. Schulz verlagerte den Schwerpunkt auf Operette und gab dem Haus den neuen Namen Komische Oper. Durch die Weltwirtschaftskrise und das Aufkommen des Tonfilms gingen die Besucherzahlen Ende der 1920er Jahre in kurzer Zeit um ein Drittel zurück. Zudem trug die Spezialisierung auf ein konventionelles Bühnenprogramm mit der Auslassung von gestreutem Unterhaltungsprogramm zum Besucherrückgang bei. Das dreißigjährige Jubiläum wurde am 18. Januar 1929 mit dem 160 Sänger umfassenden Männergesangsvereins Concordia und der Operette Der fidele Bauer von Leo Fall gefeiert. Gleichzeitig feierte Emil Schulz seine dreißigjährige Leitung des Theaters. Kurz nach den Feierlichkeiten musste das Colosseum aus finanziellen Gründen schließen.
Die letzte Vorstellung unter der Leitung von Emil Schulz fand am 13. August 1929 statt. Die Komische Oper wurde 1931 an einen kapitalkräftigen Berliner Konzern verpachtet, der beabsichtigte, in den Umbau des Theaters 300.000 Reichsmark zu investieren. Es sollten erstklassige Operetten und nun auch Tonfilme geboten werden. Bereits einige Jahre zuvor gab es zwischen Schulz und der Stadt Essen Gespräche, um die Komische Oper in städtische Regie zu übergeben. Zudem waren Warenhauskonzerne an Schulz herangetreten, um den Bereich für den Bau eines neuzeitlichen Warenhauses zu erwerben. Beide Verhandlungen verliefen ohne Resultate.
Im August 1929 fanden entsprechende Umbauten statt. So waren das Inventar, Fenster und Täfelungen bereits entfernt und verkauft worden. Danach wurde die aufwändig gestaltete Fassade durch eine dem Zeitgeist entsprechende, sachliche Fassade ersetzt, und das Haus nun Varieté Scala genannt. Es bot 1194 Sitz- und rund 200 Stehplätze. Im Jahr 1934 trat Emil Schulz als leitender Direktor zurück, da nach Aufbrauch finanzieller Reserven und steigender Schuldenlast sich auch längst das künstlerische Niveau nicht halten ließ. Das Varieté Scala wurde geschlossen.

### Die Gründerin Mathilde Wolff

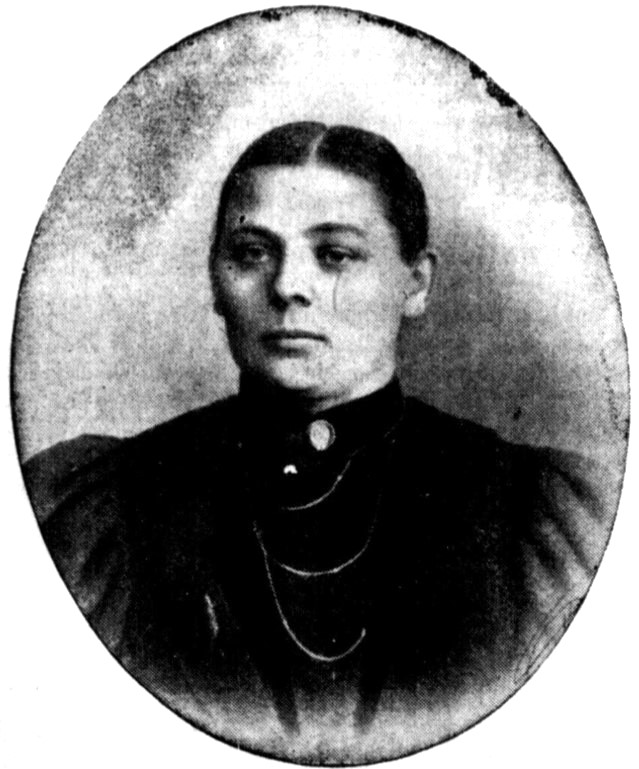
Mathilde Wolff um 1870–1880

Die Erbauerin und Gründerin des Colosseums, Mathilde Wolff geborene Hansen, wurde 1853 als Tochter ärmerer Eltern geboren, die am Essener Markt ein kleines Kaffeehaus betrieben. Mathilde Wolff war schon als Kind im Geschäft tätig, so schob sie im Alter von acht Jahren am frühen Morgen die Buden vom elterlichen Grundstück auf den Markt. Das brachte ihr etwas Geld ein, von dem sie sich einen Esel mit Wagen anschaffte, mit dem sie die Waren der aus Altenessen und dem Münsterland kommenden Marktleute in die Stadt fuhr. Als Mathilde 11 Jahre alt war, starb ihr Vater. Ihre durch Gicht geplagte Mutter konnte mit ihrem Geschäft kaum ihren Unterhalt verdienen. Im Alter von 15 Jahren übernahm Mathilde das Geschäft der Mutter. Der Esel wurde durch ein Pferd ersetzt, um schneller mehr Ware transportieren zu können. Wenig später erwarb sie ein kleines Haus und eröffnete eine einfache Speisewirtschaft. Darauf folgte die Erweiterung ihres Geschäftes mit der Einrichtung eines Logierhauses. Noch vor dem Bau des Colosseums errichtete sie im Alter von 40 Jahren in einem ihrer Häuser einen Konzertsaal mit täglichen Darbietungen. Ständig vergrößerte sie ihr Geschäft durch Anbauten und den Kauf von Grundstücken. Damit ließ sie am Kopstadtplatz eine ganze Häuserfront abreißen, um das Colosseum zu bauen. Damit schuf sie erste Freiräume in der damals kleinteiligen Altstadt. Die Errichtung des Colosseums in den Jahren 1898/99 kostete rund eine Million Mark. Zu ihrem Unternehmen gehörten unter anderem das Kaiser-Café, die Kaiserbar, Weinsalons, ein Saal für Familienfeiern, das Zentraltheater Kinematograph, die Stehbierhalle Marktbörse, Wolff´s Biertunnel, Wolff´s Logierhäuser mit rund 300 Betten, das Friedrichshoftheater in Holsterhausen und das 1907 als Cinematograph eröffnete und 1909 umbenannte Apollo-Theater in Den Haag. Letzteres erhielt 1909 einen Neubau und bot zu dieser Zeit 490 Sitzplätze. Mit der Übergabe des Unternehmens und den damit verbundenen Betrieben an ihren Schwiegersohn Emil Paul Schulz im Jahr 1917 zog sie sich aus dem Geschäftsleben zurück. Mathilde Wolff war zwei Mal verheiratet, jedoch starben beide Ehemänner früh. Im Februar 1895 heirate sie den Kaufmann Gustav Reichel, späterer Inhaber des Restaurants und Konzerthauses Wolff in der Rottstraße 3. Beiden Ehen entstammten zwei Töchter und ein Sohn, der aus Krankheitsgründen nicht im Unternehmen war. Mathilde Wolff starb am 30. Dezember 1935 im Alter von 82 Jahren.

### Nach Kriegszerstörung
Das Gebäude wurde bei den Luftangriffen auf Essen zerstört. 1958 entstand dort das Haus am Kopstadtplatz, das nach Plänen des Düsseldorfer Architekten Willy Holtgreve erbaut wurde. Es ist ein Geschäftshauskomplex bestehend aus zwei Baukörpern (fünf- bzw. achtgeschossig). Dort befindet sich die verglaste Kopstadt-Passage, eine Ladenpassage, die den Kunstverein Ruhr und seit 2005 das Forum Kunst und Architektur beheimatet.

Das heutige Colosseum Theater im Essener Westviertel soll an den früheren, gleichnamigen Kulturpalast am Kopstadtplatz erinnern.

## Rezeption
Wolff’s Colosseum wurde im Führer durch Essen mit Stadtplan, Straßenverzeichnis, Theaterplänen und Illustrationen genannt und auf drei Seiten mit zahlreichen Illustrationen beschrieben. Laut Titus Waechtler war das Gebäude ein „Schmuck“ für den Kopstadtplatz und eine „Zierde“ für die Stadt Essen.
Tony Kellen beschreibt das Gebäude in Die Industriestadt Essen in Wort und Bild. Geschichte und Beschreibung der Stadt Essen. Zugleich ein Führer durch Essen und Umgebung als „monumentalen Neubau“ in „modernen Formen“ mit einer Innenausstattung „wie ihn unsere Stadt vorher nicht aufzuweisen gehabt hatte.“
Laut dem Essener Denkmalpfad spielte das Colosseum als Varieté eine wichtige Rolle für den Kopstadtplatz als Zentrum des Unterhaltungsgewerbes, neben den anderen Rollen des Kopstadtplatzes als Ort nationalen Gedenkens und des neuen, zentralen Marktplatzes.